# Orthothecium ovicarpum
Orthothecium ovicarpum är en bladmossart som beskrevs av William Russell Buck 1980. Orthothecium ovicarpum ingår i släktet glansmossor, och familjen Hypnaceae. Inga underarter finns listade i Catalogue of Life.